# Bijzondere wet tot hervorming der instellingen
De Bijzondere Wet tot Hervorming der Instellingen (BWHI) is de belangrijkste bijzondere wet in het Belgisch recht. Het bevat de basisregels van de werking van de gemeenschappen en gewesten.
Deze bijzondere wet is het werkinstrument bij uitstek van de tweede staatshervorming (1980). Hierin wordt de werking van de instellingen van de Vlaamse en de Franse Gemeenschappen en van het Vlaamse en het Waalse Gewest beschreven en zijn hun bevoegdheden ook opgenomen (voor zover dit niet opgenomen is in de Belgische Grondwet). De artikelen uit de Bijzondere Wet met betrekking tot de Brusselse Instellingen en de Wet tot Hervorming der Instellingen voor de Duitstalige Gemeenschap verwijzen vaak gewoon naar de BWHI, zodat een wijziging van de bevoegdheden in de BWHI ipso facto ook geldt voor de Duitstalige Gemeenschap en het Brussels Hoofdstedelijk Gewest.
De bijzondere wet werd aangenomen op 8 augustus 1980 en verscheen in het Belgisch Staatsblad van 15 augustus 1980. Overeenkomstig haar artikel 95 trad ze in werking op 1 oktober 1980. Sedertdien werd ze meermaals gewijzigd.

## De gemeenschapsbevoegdheden
De Grondwet stelt dat de gemeenschappen in het algemeen bevoegd zijn voor de culturele aangelegenheden, het onderwijs, de persoonsgebonden aangelegenheden en het gebruik van de talen. Daarnaast zijn ze ook steeds bevoegd voor de samenwerking tussen de gemeenschappen, alsook de internationale samenwerking, met inbegrip van het sluiten van verdragen voor deze aangelegenheden. De begrippen "culturele aangelegenheden" en "persoonsgebonden aangelegenheden" moeten volgens de Grondwet verder uitgewerkt worden in een bijzondere wet. Dit gebeurde in art. 4 en 5 BWHI.

### De culturele aangelegenheden
De culturele aangelegenheden bedoeld in de Grondwet zijn:
1. De bescherming en de luister van de taal;
2. De aanmoediging van de vorming van navorsers;
3. De schone kunsten;
4. Het cultureel patrimonium, de musea en de andere wetenschappelijk-culturele instellingen met uitzondering van de monumenten en landschappen;
5. De bibliotheken, discotheken en soortgelijke diensten, ;
6. de inhoudelijke en technische aspecten van de audiovisuele en de auditieve mediadiensten met uitzondering van het uitzenden van mededelingen van de federale regering; (zesde staatshervorming)
7. De hulp aan de geschreven pers;
8. Het jeugdbeleid;
9. De permanente opvoeding en de culturele animatie;
10. De lichamelijke opvoeding, de sport en het openluchtleven;
11. De vrijetijdsbesteding;
12. De voorschoolse vorming in de peutertuinen;
13. De post- en parascolaire vorming;
14. De artistieke vorming;
15. De intellectuele, morele en sociale vorming;
16. De sociale promotie;
17. De beroepsomscholing en -bijscholing, behoudens de bevoegdheden van de RVA.
18. de stelsels van alternerend leren, waarin een praktijkopleiding op de werkvloer op alternerende wijze wordt aangevuld met een opleiding in een onderwijs- of opleidingsinstelling.(zesde staatshervorming)

### Het toerisme
De bevoegdheden van de Vlaamse Gemeenschap en de Franse Gemeenschap omvatten de bevoegdheid om Brussel te promoten op nationaal en internationaal niveau (zesde staatshervorming)

### Het onderwijs
De Grondwet stelt dat de gemeenschappen bevoegd zijn voor het onderwijs, met uitsluiting van:
1. de bepaling van het begin en het einde van de leerplicht;
2. de minimale voorwaarden voor het uitreiken van de diploma's;
3. de pensioenregeling;

### De persoonsgebonden aangelegenheden
De persoonsgebonden aangelegenheden bedoeld in de Grondwet, betreffen het gezondheidsbeleid en de bijstand aan personen.

#### Het gezondheidsbeleid
1. 1° Onverminderd datgene wat bepaald is in het eerste lid, 2°, 3°, 4°, 5° en 6°, het beleid betreffende de zorgenverstrekking in en buiten de verplegingsinrichtingen, met uitzondering van:
  1. a) de organieke wetgeving, met uitzondering van de investeringskost van de infrastructuur en de medisch-technische diensten;
  2. b) de financiering van de exploitatie, wanneer deze geregeld is door de organieke wetgeving en dit onverminderd de bevoegdheden van de gemeenschappen bedoeld onder het vorige punt;
  3. c) de basisregelen betreffende de programmatie;
  4. d) de bepaling van de voorwaarden en de aanwijzing tot universitair ziekenhuis overeenkomstig de wetgeving op de ziekenhuizen;
2. 2° het beleid betreffende de verstrekkingen van geestelijke gezondheidszorg in de verplegingsinrichtingen buiten de ziekenhuizen;;
3. 3° het beleid betreffende de zorgverstrekkingen in oudereninstellingen, met inbegrip van de geïsoleerde geriatriediensten;
4. 4° het beleid betreffende de zorgverstrekkingen in geïsoleerde diensten voor behandeling en revalidatie.
5. 5° het beleid inzake long term care revalidatie;
6. 6° de organisatie van de eerstelijnsgezondheidszorg en de ondersteuning van de gezondheidszorgberoepen van de eerste lijn;
7. 7° wat betreft de gezondheidszorgberoepen :

a) hun erkenning met naleving van de door de federale overheid bepaalde erkenningsvoorwaarden;
b) hun contingentering, rekening houdende, in voorkomend geval, met het globale aantal dat de federale overheid per gemeenschap jaarlijks kan vastleggen voor de toegang van elk van de gezondheidszorgberoepen;
1. 8° de gezondheidsopvoeding alsook de activiteiten en diensten op het vlak van de preventieve gezondheidszorg, evenals alle initiatieven inzake de preventieve gezondheidszorg.

De federale overheid blijft evenwel bevoegd voor :
1. 1° de ziekte- en invaliditeitsverzekering;
2. 2° de nationale maatregelen inzake profylaxis.

Elk voorontwerp of voorstel van decreet, elk amendement op een ontwerp of voorstel van decreet, evenals ieder ontwerp van besluit van een gemeenschap met als doel om de erkenningsnormen van ziekenhuizen, ziekenhuisdiensten, zorgprogramma's en ziekenhuisfuncties vast te leggen, wordt voor verslag voorgelegd aan de algemene vergadering van het Rekenhof zodat zij de gevolgen op korte en lange termijn op de begroting van de federale overheid en van de sociale zekerheid evalueert.
Dit verslag wordt ook overgemaakt aan de federale regering evenals aan alle gemeenschapsregeringen.
Na verplicht advies te hebben ingewonnen van het Rijksinstituut voor ziekte en invaliditeitsverzekering en de bevoegde administratie van de betrokken gemeenschap en na, in voorkomend geval, het facultatief advies te hebben ingewonnen van het Federaal Kenniscentrum voor de gezondheidszorg, brengt de algemene vergadering van het Rekenhof binnen de twee maanden na de ontvangst van het voorontwerp, het voorstel, het amendement of het ontwerp een omstandig verslag uit met betrekking tot de gevolgen van deze normen, op korte en lange termijn, op de begroting van de federale overheid en van de sociale zekerheid. Deze termijn kan met één maand worden verlengd.
Dit verslag wordt meegedeeld door het Rekenhof aan de aanvrager van het verslag, aan de federale regering en aan alle gemeenschapsregeringen.
Indien het verslag stelt dat het aannemen van deze normen, op korte of lange termijn, een negatieve impact heeft voor de begroting van de federale overheid en van de sociale zekerheid, zal een overleg plaatsvinden tussen de federale regering en de gemeenschapsregeringen op vraag van de federale regering of de betrokken gemeenschapsregering. Indien dit overleg niet tot een akkoord leidt, zullen de normen onderworpen worden aan het akkoord van de federaal bevoegde ministers of aan het akkoord van de Ministerraad indien een van zijn leden de evocatie van het dossier vraagt.
Indien het verslag niet wordt gegeven binnen de termijn van twee maanden, verlengd met één maand, kan het overleg zoals bepaald in het zevende lid plaatsvinden op initiatief van de betrokken gemeenschapsregering of de federale regering.
Het Rekenhof stelt elk jaar een omstandig verslag op dat betrekking heeft op de weerslag, tijdens het vorige begrotingsjaar, van de van kracht zijnde erkenningsnormen van de gemeenschappen op de begroting van de federale overheid en van de sociale zekerheid. Dit verslag wordt meegedeeld aan de federale regering en aan de gemeenschapsregeringen.

#### De bijstand aan personen
1. Het gezinsbeleid met inbegrip van alle normen van hulp en bijstand aan gezinnen en kinderen;
2. Het beleid inzake maatschappelijk welzijn, met inbegrip van de organieke regels betreffende de openbare centra voor maatschappelijk welzijn, met uitzondering van:
  1. de vaststelling van het minimumbedrag, de toekenningvoorwaarden en de financiering van het wettelijk gewaarborgd inkomen overeenkomstig de wetgeving tot instelling van het recht op een bestaansminimum;
  2. de aangelegenheden met betrekking tot de openbare centra voor maatschappelijk welzijn (OCMW) die geregeld zijn in de artikelen 1 en 2 en in de hoofdstukken IV, V en VII van de organieke wet van 8 juli 1976 betreffende de openbare centra voor maatschappelijk welzijn, onverminderd de bevoegdheid van de Gemeenschappen om aanvullende of bijkomende rechten toe te kennen;
  3. de aangelegenheden met betrekking tot de openbare centra voor maatschappelijk welzijn die geregeld zijn in de wet van 2 april 1965 betreffende het ten laste nemen van de steun verleend door de commissies van openbare onderstand;
  4. de regelingen met betrekking tot de openbare centra voor maatschappelijk welzijn van de gemeenten bedoeld in artikelen 6 en 7 van de wetten op het gebruik van de talen in bestuurszaken, gecoördineerd op 18 juli 1966, en van de gemeenten Komen-Waasten en Voeren, die opgenomen zijn in de artikelen 6, § 4, 11, § 5, 18ter, 27, § 4, en 27bis, § 1, laatste lid, van de organieke wet van 8 juli 1976 betreffende de openbare centra voor maatschappelijk welzijn en in de wet van 9 augustus 1988 tot wijziging van de gemeentewet, de gemeentekieswet, de organieke wet betreffende de openbare centra voor maatschappelijk welzijn, de provinciewet, het Kieswetboek, de wet tot regeling van de provincieraadsverkiezingen en de wet tot regeling van de gelijktijdige parlements- en provincieraadsverkiezingen.
3. Het beleid inzake onthaal en integratie van inwijkelingen;
4. Het beleid inzake minder-validen, met inbegrip van de beroepsopleiding, de omscholing en de herscholing van minder-validen en de mobiliteitshulpmiddelen, met uitzondering van:
  1. de regelen betreffende en de financiering, met inbegrip van de individuele dossiers, van de toelagen aan de mindervaliden behoudens de tegemoetkoming voor hulp aan bejaarden;
  2. de regelen betreffende de financiële tegemoetkoming voor de tewerkstelling van minder-valide werknemers, die toegekend wordt aan de werkgevers die minder-validen tewerkstellen.
5. Het bejaardenbeleid met uitzondering van de vaststelling van het minimumbedrag, van de toekenningvoorwaarden en van de financiering van het wettelijk gewaarborgd inkomen voor bejaarden;
6. De jeugdbescherming, met inbegrip van de sociale bescherming en de gerechtelijke bescherming, maar met uitzondering van:
  1. de burgerrechtelijke regels met betrekking tot het statuut van de minderjarigen en van de familie, zoals die vastgesteld zijn door het Burgerlijk Wetboek en de wetten tot aanvulling ervan;
  2. de strafrechtelijke regels waarbij gedragingen die inbreuk plegen op de jeugdbescherming, als misdrijf worden omschreven en waarbij op die inbreuken straffen worden gesteld, met inbegrip van de bepalingen die betrekking hebben op de vervolgingen, onverminderd artikel 11 en artikel 11bis;
  3. de organisatie van de jeugdgerechten, hun territoriale bevoegdheid en de rechtspleging voor die gerechten;
  4. de uitvoering van de straffen uitgesproken ten aanzien van minderjarigen die een als een misdrijf omschreven feit hebben gepleegd die uit handen zijn gegeven, behalve voor het beheer van centra die bestemd zijn voor de opvang van deze jongeren tot de leeftijd van drieëntwintig jaar;
  5. de ontzetting uit de ouderlijke macht en het toezicht op de gezinsbijslag of andere sociale uitkeringen
7. De sociale hulpverlening aan gedetineerden met het oog op hun sociale re-integratie.
8. De juridische eerstelijnsbijstand.

#### Justitiehuizen
III. De organisatie, de werking en de opdrachten van de justitiehuizen en van de bevoegde dienst die de uitwerking en de opvolging van het elektronisch toezicht verzekert.
Niettemin bepaalt de federale overheid de opdrachten die de justitiehuizen of, in voorkomend geval, de andere diensten van de gemeenschappen die deze overnemen, uitoefenen in het kader van de gerechtelijke procedure of de uitvoering van gerechtelijke beslissingen.

#### De filmkeuring, met het oog op de toegang van minderjarigen tot bioscoopzalen
§ 2. De Gemeenschapsregeringen brengen de bevoegde federale overheid op de hoogte van hun beslissingen inzake erkenning, sluiting en investeringen betreffende de aangelegenheden bedoeld in § 1, I, 1° (het beleid betreffende de zorgenverstrekking in en buiten de verplegingsinrichtingen).
§ 3. Er wordt een overlegorgaan voor het gezondheidsbeleid opgericht in het tweetalig gebied Brussel-Hoofdstad.
Dit overlegorgaan groepeert de vertegenwoordigers van de Gemeenschapsregeringen en van de bevoegde federale overheid.
Zijn samenstelling en opdrachten worden bepaald bij een in Ministerraad overlegd koninklijk besluit. Dit koninklijk besluit zal toezien op de aanwezigheid van vertegenwoordigers van het tweetalig gebied Brussel-Hoofdstad.

### Het gebruik van de talen
Artikel 129 van de Grondwet zegt dat de Vlaamse en Franse Gemeenschappen bevoegd zijn voor het gebruik van de talen in:
1. de bestuurszaken;
2. het onderwijs in de door de overheid opgerichte, gesubsidieerde of erkende instellingen;
3. de sociale betrekkingen tussen de werkgevers en hun personeel, alsmede de door de wet en de verordeningen voorgeschreven akten en bescheiden van de ondernemingen.

De Gemeenschappen moeten hierbij echter onder meer de federale taalwetgeving respecteren.

## De gewestbevoegdheden
De bevoegdheden van de gewesten zijn nauwelijks geregeld in de Grondwet.  Dit wordt volledig overgelaten aan de bijzondere wet, waardoor de bevoegdheden nu vervat liggen in art. 6 BWHI, het langste artikel in het Belgisch recht en waarschijnlijk van heel Europa.
De gewestelijke bevoegdheden hebben betrekking op volgende terreinen:
1. Ruimtelijke ordening
2. Leefmilieu en waterbeleid
3. Landinrichting en natuurbehoud
4. Huisvesting
5. Landbouwbeleid en zeevisserij
6. Economie
7. Energiebeleid
8. Ondergeschikte besturen
9. Tewerkstellingsbeleid
10. Openbare werken en vervoer

### De ruimtelijke ordening
1. De stedenbouw en de ruimtelijke ordening;
2. De rooiplannen van de gemeentewegen;
3. De verkrijging, aanleg en uitrusting van gronden voor industrie, ambachtswezen en diensten of van andere onthaalinfrastructuren voor investeerders, met inbegrip van de investeringen voor de uitrusting van industriezones bij de havens en de beschikbaarstelling daarvan voor de gebruikers;
4. De stadsvernieuwing;
5. De vernieuwing van afgedankte bedrijfsruimte;
6. Het grondbeleid;
7. De monumenten en de landschappen

### Het leefmilieu en het waterbeleid
1. De bescherming van het leefmilieu, onder meer die van de bodem, de ondergrond, het water en de lucht tegen verontreiniging en aantasting, alsmede de strijd tegen de geluidshinder;
2. Het afvalstoffenbeleid;
3. De politie van de gevaarlijke, ongezonde en hinderlijke bedrijven onder voorbehoud van de maatregelen van interne politie die betrekking hebben op de arbeidsbescherming;
4. De waterproductie en watervoorziening, met inbegrip van de technische reglementering inzake de kwaliteit van het drinkwater, de zuivering van het afvalwater en de riolering.
5. De federale overheid is echter bevoegd voor:
  1. Het vaststellen van de productnormen;
  2. De bescherming tegen ioniserende stralingen, met inbegrip van het radioactief afval;
  3. De doorvoer van afvalstoffen

### De landinrichting en het natuurbehoud
1. De ruilverkaveling van landeigendommen en de landinrichting;
2. De natuurbescherming en het natuurbehoud, met uitzondering van de in-, uit- en doorvoer van uitheemse plantensoorten evenals van uitheemse diersoorten en hun krengen;
3. De groengebieden, parkgebieden en groene ruimten;
4. De bossen;
5. De jacht, met uitzondering van de vervaardiging van, de handel in en het bezit van jachtwapens, en de vogelvangst;
6. De visvangst;
7. De visteelt;
8. De landbouwhydraulica en de onbevaarbare waterlopen (met inbegrip van hun bermen);
9. De ontwatering;
10. De polders en wateringen

### De huisvesting
De huisvesting en de politie van woongelegenheden die gevaar opleveren voor de openbare reinheid en gezondheid.

### Het landbouwbeleid en de zeevisserij
Onverminderd de federale bevoegdheid inzake:
1. de normering en de daarop toepasbare controle inzake de kwaliteit van de grondstoffen en de plantaardige producten met het oog op het verzekeren van de veiligheid van de voedselketen;
2. de normering en de daarop toepasbare controle inzake de dierengezondheid, het dierenwelzijn en de kwaliteit van de dierlijke producten met het oog op het verzekeren van de veiligheid van de voedselketen;
3. de inkomensvervangende maatregelen bij vervroegde uittreding van oudere landbouwers;
4. het Belgisch Interventie- en Restitutiebureau, met dien verstande dat de gewesten in zijn schoot beschikken over een gegarandeerde en significante vertegenwoordiging.
5. Het akkoord van de betrokken gewestregeringen is vereist voor de maatregelen van de federale overheid inzake dierenwelzijn die een weerslag hebben op het landbouwbeleid

### De economie
1. Het economisch beleid;
2. De gewestelijke aspecten van het kredietbeleid met inbegrip van de oprichting en het beheer van de openbare kredietinstellingen;
3. Het afzet- en uitvoerbeleid, onverminderd de federale bevoegdheid:
  1. om waarborgen te verstrekken tegen uitvoer-, invoer- en investeringsrisico's; de vertegenwoordiging van de gewesten in de federale instellingen en organen die deze waarborgen verstrekken, wordt verzekerd;
  2. inzake het multilaterale handelsbeleid, onverminderd de toepassing van artikel 92bis, § 4bis
4. De in-, uit- en doorvoer van wapens, munitie, en speciaal voor militair gebruik of voor ordehandhaving dienstig materieel en daaraan verbonden technologie evenals van producten en technologieën voor tweeërlei gebruik, onverminderd de federale bevoegdheid inzake de in- en uitvoer met betrekking tot het leger en de politie en met naleving van de criteria vastgesteld in de Gedragscode van de Europese Unie op het stuk van de uitvoer van wapens;
5. De natuurlijke rijkdommen. Evenwel,
  1. wordt iedere door het Gewest uitgevaardigde reglementering met betrekking tot fiscale voordelen die in het kader van de nationale fiscaliteit en met toepassing van de wetten op de economische expansie worden verleend, voor akkoord voorgelegd aan de bevoegde nationale overheid;
  2. kan de Ministerraad op het gebied van de economische expansie, op voorstel van de betrokken Gewestregering, de staatswaarborg verlenen bedoeld in de artikelen 19 tot 21 en 22, derde lid, e, van de wet van 30 december 1970 betreffende de economische expansie
6. In economische aangelegenheden oefenen de Gewesten hun bevoegdheden uit met inachtneming van de beginselen van het vrije verkeer van personen, goederen, diensten en kapitalen en van de vrijheid van handel en nijverheid, alsook met inachtneming van het algemeen normatief kader van de economische unie en de monetaire eenheid, zoals vastgesteld door of krachtens de wet, en door of krachtens de internationale verdragen. De nationale overheid is met dit doel bevoegd om algemene regels vast te stellen inzake:
  1. de overheidsopdrachten;
  2. de bescherming van de verbruiker;
  3. de organisatie van het bedrijfsleven;
  4. de maxima voor hulp aan ondernemingen op het gebied van de economische expansie, die slechts gewijzigd kunnen worden met het akkoord van de Gewesten.
7. Bovendien is alleen de federale overheid bevoegd voor:
  1. het muntbeleid, zowel intern als extern;
  2. het financieel beleid en de bescherming van het spaarwezen, met inbegrip van de reglementering en de controle op de kredietinstellingen en andere financiële instellingen en op de verzekeringsmaatschappijen en daarmee gelijkgestelde ondernemingen, de holdings en de gemeenschappelijke beleggingsfondsen, het hypothecair krediet, het consumptiekrediet, het bank- en verzekeringsrecht, alsmede de oprichting en het beheer van haar openbare kredietinstellingen;
  3. het prijs- en inkomensbeleid;
  4. het mededingingsrecht en het recht inzake de handelspraktijken, met uitzondering van de toekenning van kwaliteitslabels en oorsprongbenamingen van regionale of lokale aard;
  5. het handelsrecht en het vennootschapsrecht;
  6. de vestigingsvoorwaarden, met uitzondering van de bevoegdheid van de Gewesten voor de vestigingsvoorwaarden inzake toerisme;
  7. de industriële en intellectuele eigendom;
  8. de contingenten en vergunningen met uitzondering van de vergunningen voor de in-, uit- en doorvoer van wapens, munitie, en speciaal voor militair gebruik of voor ordehandhaving dienstig materieel en daaraan verbonden technologie evenals van producten en technologieën voor tweeërlei gebruik, onverminderd de federale bevoegdheid voor deze met betrekking tot het leger en de politie;
  9. de metrologie en de normalisatie;
  10. het statistisch geheim;
  11. de Nationale Investeringsmaatschappij;
  12. het arbeidsrecht en de sociale zekerheid

### Het energiebeleid
1. De gewestelijke aspecten van de energie, en in ieder geval:
  1. De distributie en het plaatselijke vervoer van elektriciteit door middel van netten waarvan de nominale spanning lager is dan of gelijk is aan 70 000 volt;
  2. De openbare gasdistributie;
  3. De aanwending van mijngas en van gas afkomstig van hoogovens;
  4. De netten voor warmtevoorziening op afstand;
  5. De valorisatie van steenbergen;
  6. De nieuwe energiebronnen met uitzondering van deze die verband houden met de kernenergie;
  7. De terugwinning van energie door de nijverheid en andere gebruikers;
  8. Het rationeel energieverbruik
2. De federale overheid is echter bevoegd voor de aangelegenheden die wegens hun technische en economische ondeelbaarheid een gelijke behandeling op nationaal vlak behoeven, te weten: 
  1. Het nationaal uitrustingsprogramma in de elektriciteitssector;
  2. De kernbrandstofcyclus;
  3. De grote infrastructuren voor de stockering; het vervoer en de productie van energie;
  4. De tarieven.

### De ondergeschikte besturen
1. de samenstelling, organisatie, bevoegdheid en werking van de provinciale en gemeentelijke instellingen, met uitzondering van:
  1. de regelingen die krachtens de wet van 9 augustus 1988 tot wijziging van de gemeentewet, de gemeentekieswet, de organieke wet betreffende de openbare centra voor maatschappelijk welzijn, de provinciewet, het Kieswetboek, de wet tot regeling van de provincieraadsverkiezingen en de wet tot regeling van de gelijktijdige parlements- en provincieraadsverkiezingen opgenomen zijn in de gemeentewet, de gemeentekieswet, de organieke wet betreffende de openbare centra voor maatschappelijk welzijn, de provinciewet, het Kieswetboek, de wet tot regeling van de provincieraadsverkiezingen en de wet tot regeling van de gelijktijdige parlements- en provincieraadsverkiezingen;
  2. de regelingen die opgenomen zijn in de artikelen 5, 5bis, 70, 3° en 8°, 126, tweede en derde lid, en titel XI van de provinciewet;
  3. de regelingen die opgenomen zijn in de artikelen 125, 126, 127 en 132 van de nieuwe gemeentewet, voor zover zij de registers van de burgerlijke stand betreffen;
  4. de organisatie van en het beleid inzake de politie, met inbegrip van artikel 135, § 2, van de nieuwe gemeentewet, en de brandweer;
  5. de pensioenstelsels van het personeel en de mandatarissen.
  6. De gewesten oefenen deze bevoegdheid uit, onverminderd de artikelen 279 en 280 van de nieuwe gemeentewet. De gemeenteraden of de provincieraden regelen alles wat van gemeentelijk of provinciaal belang is; zij beraadslagen en besluiten over elk onderwerp dat hen door de federale overheid of door de gemeenschappen is voorgelegd. De provinciegouverneurs, de gouverneur en de vicegouverneur van het administratief arrondissement Brussel-Hoofdstad, de adjunct van de gouverneur van de provincie Vlaams-Brabant, de arrondissementscommissarissen en de adjunct-arrondissementscommissarissen worden benoemd en afgezet door de betrokken gewestregering, op eensluidend advies van de Ministerraad. Wanneer een gemeenschaps- of gewestregering informatie opvraagt uit de registers van de burgerlijke stand, geeft de ambtenaar van de burgerlijke stand onmiddellijk gevolg aan dat verzoek;
2. het wijzigen of corrigeren van de grenzen van de provincies en van de gemeenten, met uitzondering van de grenzen van de gemeenten genoemd in artikel 7 van de wetten op het gebruik van de talen in bestuurszaken, gecoördineerd op 18 juli 1966, en van de gemeenten Komen-Waasten en Voeren;
3. de samenstelling, organisatie, bevoegdheid en werking van de instellingen van de agglomeraties en federaties van gemeenten, behalve voor de gemeenten genoemd in artikel 7 van de wetten op het gebruik van de talen in bestuurszaken, gecoördineerd op 18 juli 1966, en voor de gemeenten Komen-Waasten en Voeren;
4. de verkiezing van de provinciale, gemeentelijke en binnengemeentelijke organen, alsook van de organen van de agglomeraties en federaties van gemeenten, met inbegrip van de controle op de hierop betrekking hebbende verkiezingsuitgaven en de herkomst van de geldmiddelen die daaraan zijn besteed
  1. met uitzondering van de regelingen die krachtens de wet van 9 augustus 1988 tot wijziging van de gemeentewet, de gemeentekieswet, de organieke wet betreffende de openbare centra voor maatschappelijk welzijn, de provinciewet, het Kieswetboek, de wet tot regeling van de provincieraadsverkiezingen en de wet tot regeling van de gelijktijdige parlements- en provincieraadsverkiezingen opgenomen zijn in de gemeentewet, de gemeentekieswet, de organieke wet betreffende de openbare centra voor maatschappelijk welzijn, de provinciewet, het Kieswetboek, de wet tot regeling van de provincieraadsverkiezingen en de wet tot regeling van de gelijktijdige parlements- en provincieraadsverkiezingen, en
  2. met uitzondering van de exclusieve bevoegdheid van de Raad van State om bij wijze van arresten op de beroepen in hoogste aanleg uitspraak te doen in kiesrechtszaken;
  3. met dien verstande dat decreten en ordonnanties die als gevolg hebben dat de evenredigheid van de zetelverdeling in verhouding tot de verdeling der stemmen vermindert, moeten worden aangenomen met de in artikel 35, § 3, bedoelde meerderheid.  De gewesten oefenen deze bevoegdheid uit, onverminderd de artikelen 5, tweede en derde lid, 23bis en 30bis van de gemeentekieswet, gecoördineerd op 4 augustus 1932, en de artikelen 2, § 2, vierde lid, 3bis, tweede lid, 3novies, tweede lid, en 5, derde lid, van de wet tot regeling van de provincieraadsverkiezingen;
5. het tuchtstelsel voor de burgemeesters, met dien verstande dat de burgemeester, die bij de Raad van State een beroep in hoogste aanleg instelt tegen een tegen hem uitgesproken tuchtsanctie die niet gebaseerd is op zijn kennelijk wangedrag, maar op de niet-naleving van een wet, een decreet, een ordonnantie, een reglement of een administratieve handeling, de kamer kan verzoeken, al naar het geval, een prejudiciële vraag te stellen aan het Arbitragehof of de zaak te verwijzen naar de algemene vergadering van de afdeling administratie, die nagaat of het reglement of de administratieve handeling geen inbreuk uitmaakt op artikel 16bis van deze bijzondere wet of artikel 5bis van de bijzondere wet van 12 januari 1989 met betrekking tot de Brusselse instellingen; de kamer moet op dit verzoek ingaan; het Arbitragehof of de algemene vergadering van de afdeling administratie doet uitspraak binnen een termijn van zestig dagen; de kamer moet zich voor de oplossing van het geschil voegen, al naar het geval, naar het arrest van het Arbitragehof of de uitspraak van de algemene vergadering; het beroep van de burgemeester bij de Raad van State is opschortend; de Raad van State doet uitspraak over het beroep binnen een termijn van zestig dagen; indien de verwijzing naar het Arbitragehof of de algemene vergadering wordt gevraagd, doet de Raad uitspraak binnen zestig dagen na hun uitspraak;
6. de kerkfabrieken en de instellingen die belast zijn met het beheer van de temporaliën van de erkende erediensten, met uitzondering van de erkenning van de erediensten en de wedden en pensioenen van de bedienaars der erediensten;
7. de begraafplaatsen en de lijkbezorging;
8. de verenigingen van provincies en gemeenten tot nut van het algemeen, met uitzondering van het door de wet georganiseerde specifiek toezicht inzake brandbestrijding;
9. de algemene financiering van de gemeenten, de agglomeraties en federaties van gemeenten en de provincies;
10. de federale overheid kan jaarlijks aan de gemeenten van elk Gewest, na voorafgaand eensluidend advies van de betrokken Gewestregering, de opbrengst toewijzen van de federale bijdrage ter compensatie van de inkomstenderving van de gemeenten ingevolge de liberalisering van de elektriciteitsmarkt, die gelokaliseerd is in het betrokken Gewest en voor zover die toewijzing het bedrag van de in het Gewest gelokaliseerde opbrengst niet overschrijdt. Met het oog op die toewijzing wordt de opbrengst geacht te zijn gelokaliseerd op de plaats waar de kWh door de eindafnemer voor eigen gebruik wordt verbruikt.  De Gewesten zijn bevoegd om, bij besluit van hun Regering, na voorafgaand overleg met de federale overheid, in functie van de plaats waar de kWh door de eindafnemer voor eigen gebruik wordt verbruikt, gehele of gedeeltelijke vrijstellingen te verlenen ten aanzien van de federale bijdrage ter compensatie van de inkomstenderving ingevolge de liberalisering van de elektriciteitsmarkt.   Het besluit bedoeld in het vorige lid wordt geacht nooit uitwerking te hebben gehad indien het niet bij decreet of een ordonnantie is bekrachtigd binnen twaalf maanden na de datum van zijn inwerkingtreding
11. de financiering van de opdrachten uit te voeren door de gemeenten, de agglomeraties en federaties van gemeenten, de provincies en door andere publiekrechtelijke rechtspersonen in de tot de bevoegdheid van de gewesten behorende aangelegenheden, behalve wanneer die opdrachten betrekking hebben op een aangelegenheid waarvoor de federale overheid of de gemeenschappen bevoegd zijn;
12. de voorwaarden waaronder en de wijze waarop binnengemeentelijke territoriale organen, bedoeld in artikel 41 van de Grondwet, kunnen worden opgericht.  De handelingen, reglementen en verordeningen van de overheden van de provincies, de gemeenten, de agglomeraties en federaties van gemeenten en andere bestuursoverheden mogen niet in strijd zijn met de wetten en de besluiten van de federale overheid of de decreten en besluiten van de gemeenschappen, welke in elk geval die overheden met de uitvoering daarvan en met andere opdrachten, met inbegrip van het geven van advies, kunnen belasten, alsook met het op de begroting brengen van alle uitgaven die zij aan deze overheden opleggen.

### Het tewerkstellingsbeleid
1. De arbeidsbemiddeling
2. de programma's voor wedertewerkstelling van de niet-werkende werkzoekenden, met uitsluiting van de programma's voor wedertewerkstelling in de besturen en de diensten van de federale overheid of die onder het toezicht van deze overheid ressorteren en met uitsluiting van de overeenkomsten bedoeld in afdeling 5 van hoofdstuk II van het Koninklijk Besluit nr. 25 van 24 maart 1982 tot opzetting van een programma ter bevordering van de werkgelegenheid in de niet-commerciële sector.  Voor iedere binnen het raam van een arbeidsovereenkomst in een wedertewerkstellingsprogramma geplaatste (niet-werkende werkzoekende), kent de (federale overheid) een financiële tegemoetkoming toe, waarvan het bij een in Ministerraad overlegd Koninklijk Besluit vastgestelde bedrag overeenstemt met een werkloosheidsvergoeding. De financiële tussenkomst bedoeld in het vorige lid kan schommelen in functie van de periode gedurende dewelke de wedertewerkgestelde werkzoekende ingeschreven is als werkzoekende en geen werk heeft. Het bedrag van die tussenkomst wordt vastgesteld in akkoord met de Gewestregeringen. De federale overheid kent eveneens de financiële tegemoetkoming toe, bedoeld in het tweede lid, voor een aantal werknemers, tewerkgesteld op basis van een arbeidsovereenkomst of op basis van een statuut, gelijk aan het aantal betrekkingen dat gehandhaafd is onder de betrekkingen die de dag vóór de opheffing van de wedertewerkstellingsprogramma's door een gewest in het kader van die programma's ingevuld waren.
3. De toepassing van de normen betreffende de tewerkstelling van buitenlandse arbeidskrachten. Het toezicht op de naleving van deze normen ressorteert onder de bevoegdheid van de federale overheid. De vaststelling van de inbreuken kan eveneens worden verricht door de daartoe door de gewesten gemachtigde ambtenaren.

### De openbare werken en het vervoer
1. de wegen en hun aanhorigheden;
2. de waterwegen en hun aanhorigheden;
3. het juridisch stelsel van de land- en waterwegenis, welke ook de beheerder ervan zij, met uitzondering van de spoorwegen beheerd door de Nationale Maatschappij der Belgische Spoorwegen;
4. de havens en hun aanhorigheden;
5. de zeewering;
6. de dijken;
7. de veerdiensten;
8. de uitrusting en de uitbating van de luchthavens en de openbare vliegvelden, met uitzondering van de luchthaven Brussel-Nationaal;
9. het gemeenschappelijk stads- en streekvervoer, met inbegrip van de bijzondere vormen van geregeld vervoer, het taxivervoer en het verhuren van auto's met chauffeur;
10. de loodsdiensten en de bebakeningdiensten van en naar de havens, evenals de reddings- en sleepdiensten op zee.  De bevoegdheden bedoeld in 2°, 3°, 4° en 9°, houden het recht in om in de territoriale wateren en op het continentaal plat de werken en activiteiten uit te voeren, met inbegrip van het baggeren, die noodzakelijk zijn voor de uitoefening van deze bevoegdheden

## Bevoegdheden van gemeenschappen en van gewesten

### Wetenschappelijk onderzoek
De gemeenschappen en gewesten zijn bevoegd voor het wetenschappelijk onderzoek in het raam van hun respectieve bevoegdheden, met inbegrip van het onderzoek ter uitvoering van internationale of supranationale overeenkomsten of akten.
De federale overheid is evenwel bevoegd voor:
1. het wetenschappelijk onderzoek dat nodig is voor de uitoefening van haar eigen bevoegdheden, met inbegrip van het wetenschappelijk onderzoek ter uitvoering van internationale of supranationale overeenkomsten of akten;
2. de uitvoering en organisatie van netwerken voor gegevensuitwisseling tussen wetenschappelijke instellingen op nationaal en internationaal vlak;
3. het ruimtevaartonderzoek in het raam van internationale of supranationale instellingen en overeenkomsten of akten;
4. de federale wetenschappelijke en culturele instellingen, met inbegrip van hun onderzoeksactiviteiten en hun activiteiten van openbare dienstverlening. De Koning wijst deze instellingen bij in Ministerraad overlegd besluit aan. Het eensluidend advies van de gemeenschaps- en gewestregeringen is vereist voor elke latere wijziging van dit besluit;
5. de programma's en acties die een homogene uitvoering vereisen op nationaal of internationaal vlak in domeinen en volgens nadere regels vastgesteld in samenwerkingsakkoorden bedoeld in artikel 92bis, § 1;
6. het bijhouden van een permanente inventaris van het wetenschappelijk potentieel van het land volgens regels vastgesteld in een samenwerkingsakkoord bedoeld in artikel 92bis, § 1;
7. de Belgische medewerking aan activiteiten van internationale onderzoeksorganen volgens regels vastgesteld in samenwerkingsakkoorden

Onverminderd de bevoegdheden van de gemeenschappen en gewesten kan de nationale overheid initiatieven nemen, structuren opzetten en in financiële middelen voorzien voor het wetenschappelijk onderzoek in de aangelegenheden die tot de bevoegdheid van de gemeenschappen of de gewesten behoren, en dat bovendien:
1. ofwel het voorwerp uitmaakt van internationale of supranationale overeenkomsten of akten waarbij België verdragspartner is of als zodanig wordt beschouwd;
2. ofwel betrekking heeft op acties of programma's die de belangen van een gemeenschap of een gewest overschrijden. In die gevallen legt de federale overheid voorafgaand aan haar beslissing aan de gemeenschappen en/of gewesten een voorstel tot samenwerking voor,

Elke gemeenschap en elk gewest kunnen iedere deelneming weigeren wat hen betreft en wat de instellingen aangaat die onder hun bevoegdheid ressorteren.

### Ontwikkelingssamenwerking
Onderdelen van de ontwikkelingssamenwerking worden vanaf 1 januari 2004 overgeheveld in zoverre ze betrekking hebben op de gemeenschaps- en gewestbevoegdheden.

## Verplichte vormen van overleg en samenwerking
De betrokken regeringen moeten onderling overleg plegen wat betreft:
1. de bijzondere bepalingen betreffende de bossen gelegen op het grondgebied van meer dan één gewest
2. het openen en sluiten van de jacht, van de vogelvangst en van de visvangst;
3. de waterlagen die zich over meer dan één gewest uitstrekken. Wanneer de bepalingen van 1°, 2° en 3° betrekking hebben op aangelegenheden betreffende een ander grondgebied dan dat van het Vlaamse en het Waalse Gewest, wordt de overheid bevoegd voor dat grondgebied, bij het overleg betrokken.

De betrokken gewestregeringen en de federale overheid plegen onderling overleg voor de voorbereiding van de onderhandelingen en de beslissingen, alsmede voor het opvolgen van de activiteiten van de Europese instellingen die betrekking hebben op het landbouwbeleid
Er wordt overleg gepleegd tussen de betrokken regeringen en de federale overheid:
1. voor iedere maatregel op het gebied van het energiebeleid, buiten de bevoegdheden opgesomd in § 1, VII;
2. over de grote lijnen van het nationaal energiebeleid.
3. voor de minimale technische veiligheidsnormen inzake het bouwen en onderhouden van wegen, havens, waterwegen, dijken, luchthavens en vliegvelden;
4. voor de werken uit te voeren ten behoeve van Europese en internationale instellingen;
5. voor het luchtverkeer op de regionale luchthavens en openbare vliegvelden, en voor de rechten die er betrekking op hebben;

Er wordt overleg gepleegd tussen de betrokken regeringen en de federale overheid over: 
1. het uitwisselen van informatie tussen de diensten voor opleiding, werkloosheid en bemiddeling, alsmede over de initiatieven met betrekking tot de programma's voor wedertewerkstelling van de niet-werkende werkzoekenden
2. de planning, de functionaliteit en de compatibiliteit van het autosnelwegen- en waterwegennet;
3. de samenwerking tussen de spoorwegen, enerzijds, en de maatschappijen voor stads- en streekvervoer, anderzijds, met het oog op de coördinatie en de bevordering van het openbaar vervoer
4. de opgave en de opvolging van de maatregelen die kunnen worden genomen ten aanzien van minderjarigen die een als misdrijf omschreven feit (MOF) hebben gepleegd
5. de maatregelen die een weerslag hebben op het landbouwbeleid

De regeringen worden betrokken bij:
1. het ontwerpen van de federale regelingen inzake productnormen en inzake de doorvoer van afvalstoffen
2. het ontwerpen van de regels van de algemene politie en de reglementering op het verkeer en vervoer, alsook van de technische voorschriften inzake verkeers- en vervoermiddelen;
3. het ontwerpen van de regels betreffende de organisatie en de uitwerking van de veiligheid van het luchtverkeer op de regionale luchthavens en de openbare vliegvelden;
4. de uitwerking van het nationaal uitrustingsprogramma in de elektriciteitssector bedoeld in artikel 6, § 1, VII, tweede lid.) <W 1988-08-08/30, art. 4, § 16, 002; Inwerkingtreding: 1989-01-01>
5. het ontwerpen van de federale algemene bepalingen bedoeld in artikel 9, § 1, tweede lid, van de wet van 31 december 1963 betreffende de civiele bescherming;
6. het ontwerpen van federale algemene bepalingen bedoeld in artikel 189 van de nieuwe gemeentewet

De federale overheid en de betrokken Gewestregeringen bepalen in overleg de wijze waarop het beleid inzake in-, uit-, en doorvoer van afvalstoffen kan worden gecoördineerd.
De regeringen geven inlichtingen aan de Minister tot wiens bevoegdheid de energie behoort, over het beheer van de verenigingen van gemeenten voor gas- en elektriciteitsvoorziening.

## De inrichting en instellingen van gemeenschappen en gewesten
Voor een verdere bespreking van de gemeenschappen en gewesten, zie de volgende artikelen:
- Gewest (België)
- Vlaams Gewest
- Waals Gewest
- Brussels Hoofdstedelijk Gewest
- Gemeenschap (België)
- Vlaamse Gemeenschap
- Franse Gemeenschap
- Duitstalige Gemeenschap

Voor een verdere bespreking van de instellingen, zie volgende artikelen:
- Minister-president
- Vlaamse regering
- Waalse regering
- Brusselse Hoofdstedelijke Regering
- Regering van de Duitstalige Gemeenschap
- Franse Gemeenschapsregering
- Verenigd College
- Vlaams Parlement
- Waals Parlement
- Brussels Hoofdstedelijk Parlement
- Parlement van de Duitstalige Gemeenschap
- Parlement van de Franse Gemeenschap
- Franse Gemeenschapscommissie
- Gemeenschappelijke Gemeenschapscommissie
- Vlaamse Gemeenschapscommissie